# Magical Girl
|  | Aquest article tracta sobre la pel·lícula espanyola de 2013. Si cerqueu el gènere d'anime i manga, vegeu «Mahō shōjo». |

Magical Girl és el segon llargmetratge del director Carlos Vermut, rodat l'agost del 2013 i estrenat el 17 de setemebre del 2014. És una pel·lícula de misteri i xantatges que pretén mostrar la imatge més fosca de l'ésser humà.

## Argument
Luis (Luis Bermejo), professor de literatura a l'atur, intentarà fer realitat l'últim desig de l'Alicia (Lucía Pollán), la seva filla de 12 anys que està malalta d'un càncer terminal. Aquest desig és posseir el vestit oficial de la sèrie de dibuixos animats "Magical Girl Yukiko". L'elevat preu del vestit farà que Luis s'endinsi en una insòlita i fosca cadena de xantatges que involucraran al Damián (José Sacristán) i la Bàrbara (Bárbara Lennie), canviant les seves vides per sempre.

## Repartiment
- José Sacristán (Damián)
- Bárbara Lennie (Bàrbara)
- Luis Bermejo (Luis)
- Israel Elejalde (Alfredo)
- Lucía Pollán (Alicia)
- Elisabet Gelabert (Ada)
- Miquel Insua (Oliver)
- Teresa Soria Ruano (Adela)
- David Pareja (Javier)
- Eva Llorach (Laura)
- Javier Botet (Pepo)
- Lorena Iglesias (Psicòloga)
- Marisol Membrillo (Marisol)

## Producció
Aquí y Allí Films és la productora de Magical Girl, que és el segon llargmetratge de la productora.
La pel·lícula té un pressupost de 500.000 € i compta amb el patrocini de Mercedes Benz i la participació de Canal+ 1.

## Palmarès
XXIX Premis Goya
| Categoria                   | Persona           | Resultat   |
| --------------------------- | ----------------- | ---------- |
| Millor pel·lícula           | Millor pel·lícula | Nominada   |
| Millor director             | Carlos Vermut     | Nominat    |
| Millor acriu protagonista   | Bárbara Lennie    | Guanyadora |
| Millor actor protagonista   | Luís Bermejo      | Nominat    |
| Millor actor de repartiment | José Sacristán    | Nominat    |
| Millor actor revelació      | Israel Elejalde   | Nominat    |
| Millor guió original        | Carlos Vermut     | Nominat    |

II Premis Feroz
| Categoria                   | Persona                     | Resultat  |
| --------------------------- | --------------------------- | --------- |
| Millor pel·lícula dramàtica | Millor pel·lícula dramàtica | Nominada  |
| Millor director             | Carlos Vermut               | Nominat   |
| Millor actriu protagonista  | Bárbara Lennie              | Guanyador |
| Millor actor protagonista   | Luis Bermejo                | Nominat   |
| Millor actor de repartiment | José Sacristán              | Guanyador |
| Millor guió                 | Carlos Vermut               | Guanyador |
| Millor tràiler              | Millor tràiler              | Nominat   |
| Millor cartell              | Millor cartell              | Guanyador |

62è Festival Internacional de Cinema de Sant Sebastià
| Categoría                             | Persona        | Resultado  |
| ------------------------------------- | -------------- | ---------- |
| Conquilla d'Or                        | Conquilla d'Or | Guanyadora |
| Conquilla de Plata al millor director | Carlos Vermut  | Guanyador  |

- Premi del públic 2014 el festival de Cinema d'Alcalá de Henares[7]